# Stipa tirsa
Stipa tirsa Steven, 1857 è una pianta angiosperma monocotiledone appartenente alla famiglia delle Poacee (o Gramineae, nom. cons.).

## Etimologia
Il nome generico (Stipa) deriva da una parola greca il cui significato è "stoppa, lino, fibra, cordame" in riferimento alle infiorescenze piumose o plumose di alcune specie di questo genere. L'epiteto specifico (tirsa) deriva da un nome vernacolare della specie usato nella steppa russa meridionale.
Il nome scientifico della specie è stato definito dal botanico ed entomologo russo, nato in Finlandia, Christian von Steven (Fredrikshamn, Finlandia, 1781 - Simferopol, Crimea, 1863) nella pubblicazione "Bulletin de la Société Imperiale des Naturalistes de Moscou. Moscow" (Bull. Soc. Imp. Naturalistes Moscou 30(2): 115) del 1857.

## Descrizione

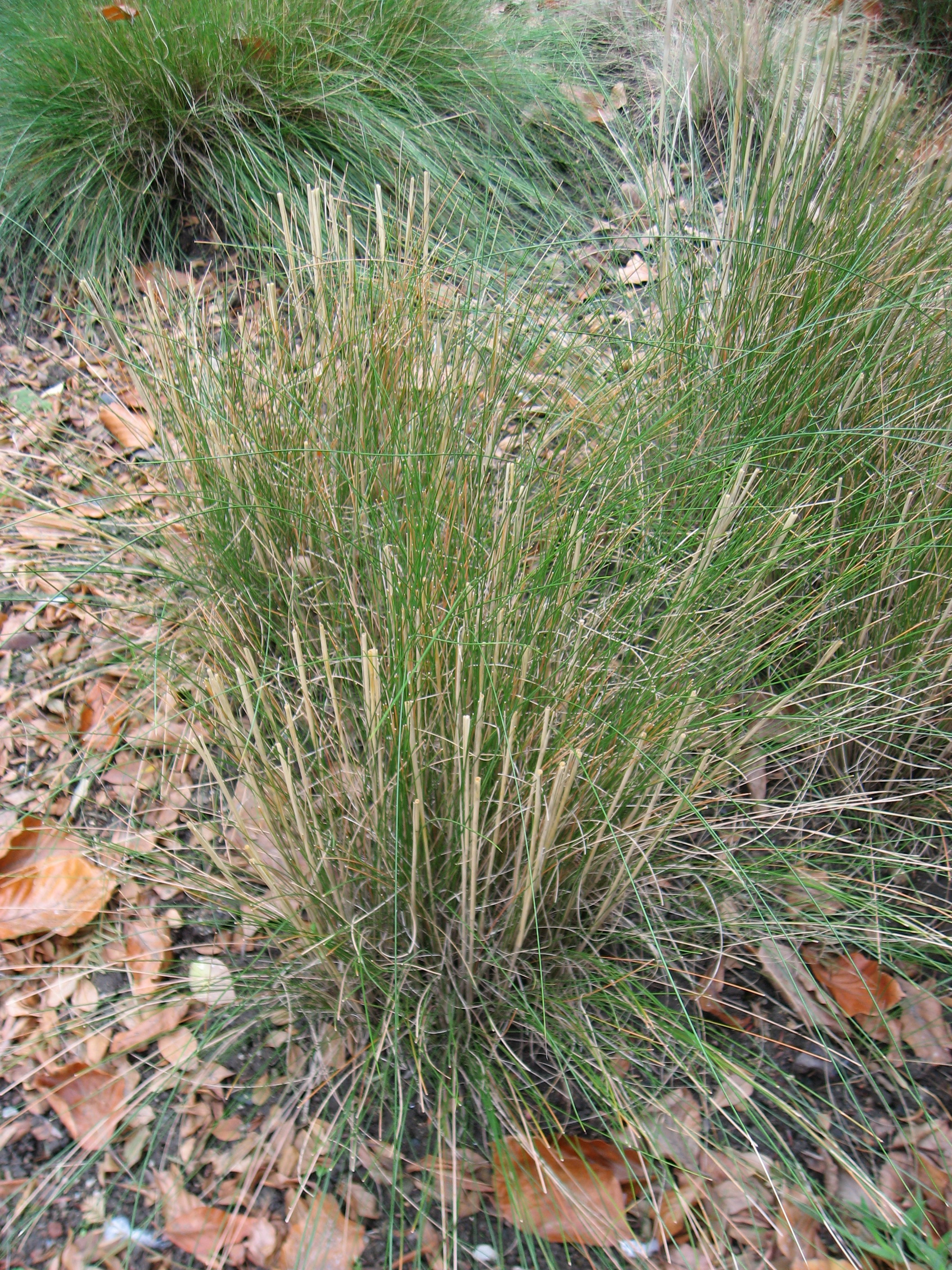
Il portamento

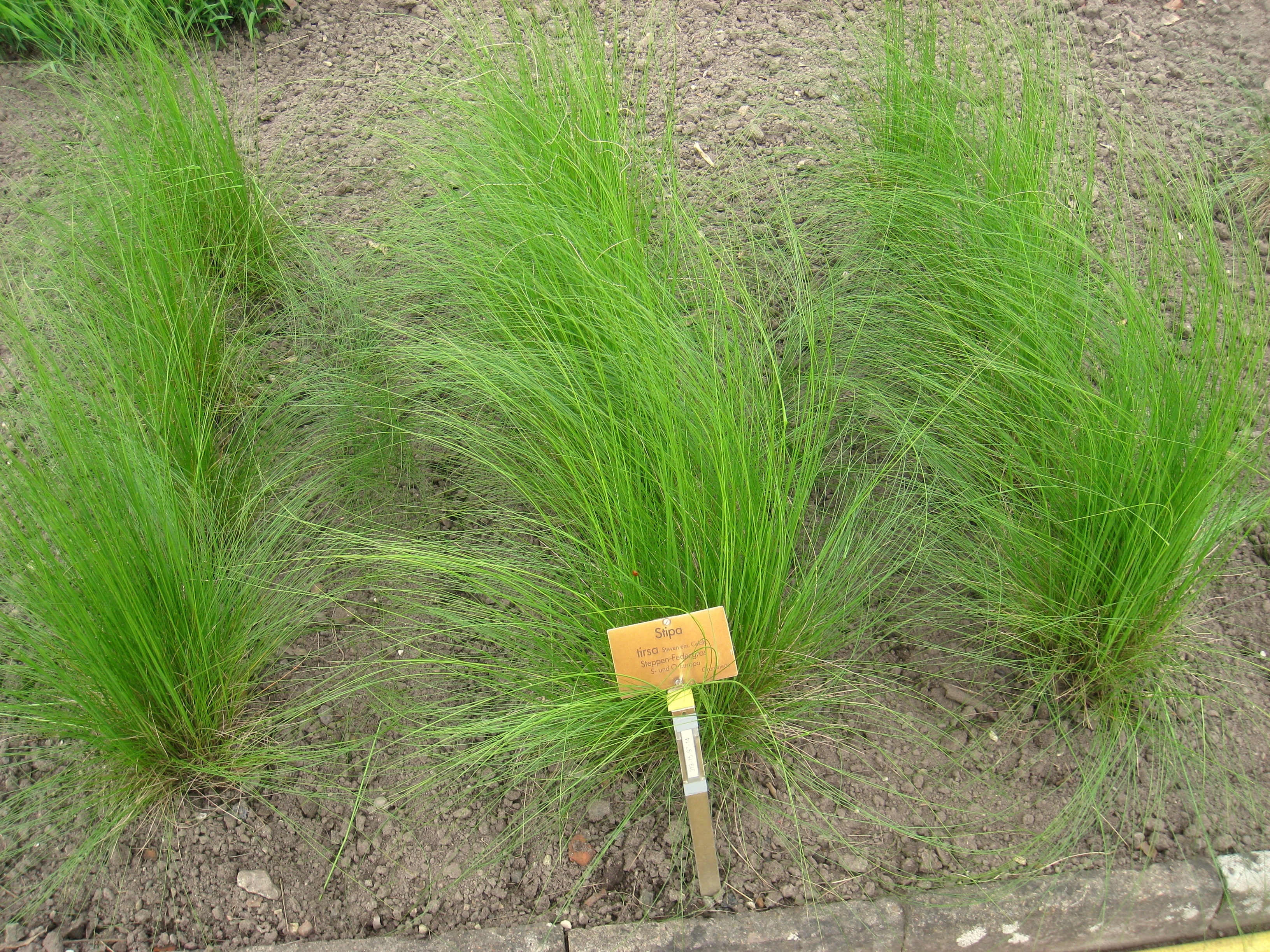
Le foglie

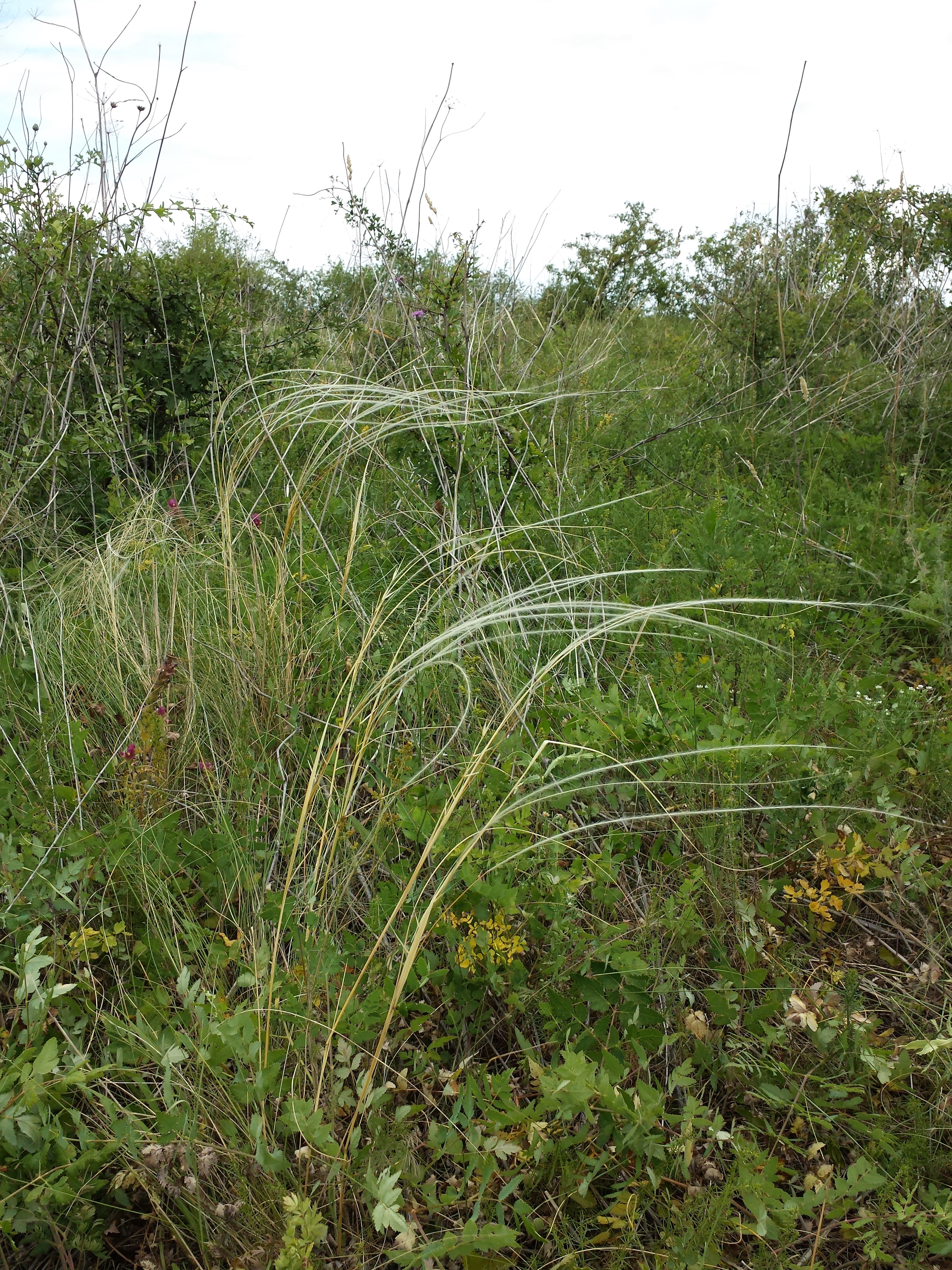
Infiorescenza

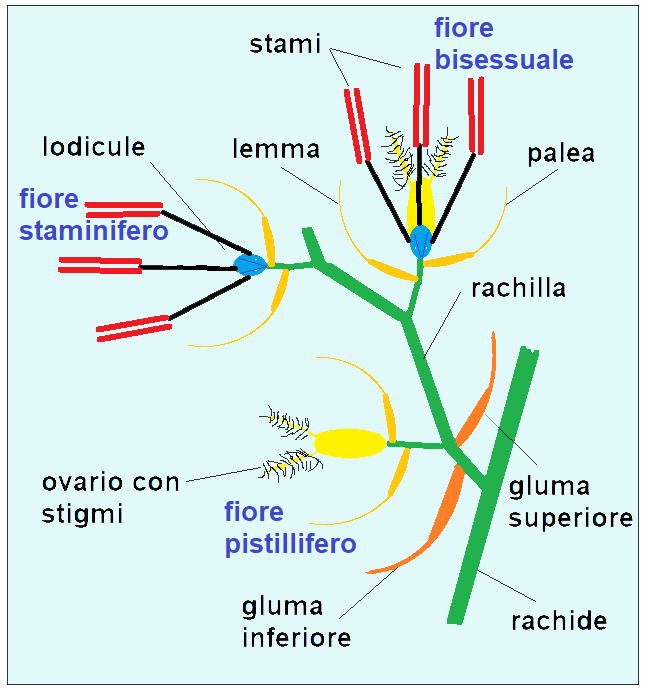
Spighetta generica con tre fiori diversi

Queste piante arrivano ad una altezza di 4 - 10 dm. La forma biologica è emicriptofita cespitosa (H caesp), sono piante erbacee densamente cespugliose, perenni, con gemme svernanti al livello del suolo e protette dalla lettiera o dalla neve e presentano ciuffi fitti di foglie che si dipartono dal suolo.

### Radici
Le radici sono secondarie e fascicolate da rizoma.

### Fusto
La parte aerea del fusto è eretta (spesso incurvata all'apice); alla base è avvolta da fibre biancastre. I culmi in genere hanno 5 nodi. Gli internodi dei culmi sono glabri distalmente.

### Foglie

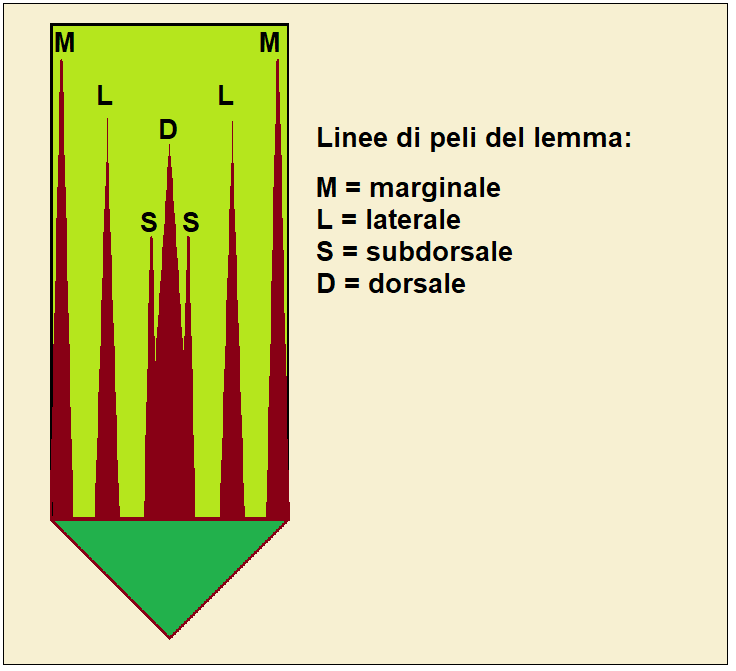
Linee dei peli del lemma

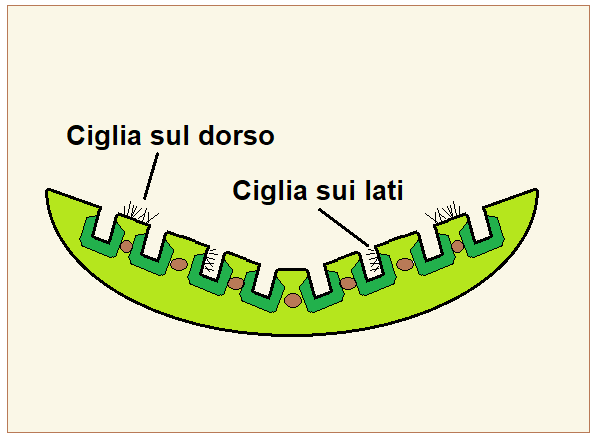
Sezione trasversale della lamina fogliare

Le foglie lungo il culmo sono disposte in modo alterno, sono distiche e si originano dai vari nodi. Sono composte da una guaina, una ligula e una lamina. Le venature sono parallelinervie. Non sono presenti i pseudopiccioli e, nell'epidermide delle foglia, le papille.
- Guaina: la guaina è abbracciante il fusto e priva di auricole; è inoltre glabra.
- Ligula: la ligula, nelle foglie basali, è breve o quasi nulla; nelle foglie cauline è lunga 1 mm. I bordi della ligula sono cigliati.
- Lamina: le foglie sono rigide (hanno uno strato continuo di sclerenchima sulla faccia inferiore) con lamina filiforme, capillare e conduplicata, con apice sottile e più o meno aristato. In sezione trasversale si presenta con 2 - 3 coste per lato con forme arrotondate (2 - 3 volte più larghe che alte); la pelosità si presenta su tutta la superficie delle coste. Diametro delle foglie rotonde: da 0,3 - 0,4 mm a 1 - 2 mm.

### Infiorescenza
Le infiorescenze sonoInfiorescenza principale (sinfiorescenza o semplicemente spiga): le infiorescenze, formate da alcune spighette solitarie, hanno la forma di una pannocchia lineare e contratta. La fillotassi dell'inflorescenza inizialmente è a due livelli, anche se le successive ramificazioni la fa apparire a spirale. Alla base le infiorescenze sono abbracciate dalle foglie. Lunghezza della pannocchia: 35 – 55 cm.

### Spighetta
Infiorescenza secondaria (o spighetta): le spighette, con forme lanceolate e affusolate, sottese da due brattee distiche e strettamente sovrapposte chiamate glume (inferiore e superiore), sono formate da un fiore fertile senza estensione della rachilla. Alla base di ogni fiore sono presenti due brattee: la palea e il lemma. La disarticolazione avviene con la rottura della rachilla sotto il fiore fertile. Lunghezza della spighetta: 40 – 80 mm. 
- Glume: le glume sono diseguali con delle reste che superano la lunghezza del fiore; le glume sono persistenti.
- Palea: la palea è un profillo meno lungo del lemma.
- Lemma: i lemmi sono molto grandi con la linea dorsale dei peli (vedi immagine) più lunga di quelle subdorsali, mentre le linee marginali non raggiungono l'apice. I lemmi terminano con delle lunghe reste. Lunghezza del lemma: 15 - 18 mm.

### Fiore
I fiori fertili sono attinomorfi formati da 3 verticilli: perianzio ridotto, androceo  e gineceo.
- Formula fiorale:[6]

- , P 2, A (1-)3(-6), G (2–3) supero, cariosside.

- Il perianzio è ridotto e formato da tre lodicule, delle squame traslucide, poco visibili (forse relitto di un verticillo di 3 sepali). Le lodicule sono membranose e non vascolarizzate.

- L'androceo è composto da 3 stami ognuno con un breve filamento libero, una antera sagittata e due teche. Le antere sono basifisse con deiscenza laterale. Il polline è monoporato.

- Il gineceo è composto da 3-(2) carpelli connati formanti un ovario supero. L'ovario, glabro, ha un solo loculo con un solo ovulo subapicale (o quasi basale). L'ovulo è anfitropo e semianatropo e tenuinucellato o crassinucellato. Lo stilo, breve, è unico con due (o tre) stigmi papillosi e distinti.

- Fioritura: da maggio a giugno.

### Frutti
I frutti sono del tipo cariosside, ossia sono dei piccoli chicchi indeiscenti, con forme ovoidali, nei quali il pericarpo è formato da una sottile parete che circonda il singolo seme. In particolare il pericarpo è fuso al seme ed è aderente. L'endocarpo non è indurito e l'ilo è lungo e lineare. L'embrione è piccolo e provvisto di epiblasto ha un solo cotiledone altamente modificato (scutello senza fessura) in posizione laterale. I margini embrionali della foglia non si sovrappongono.

## Biologia
Come gran parte delle Poaceae, le specie di questo genere si riproducono per impollinazione anemogama. Gli stigmi più o meno piumosi sono una caratteristica importante per catturare meglio il polline aereo. La dispersione dei semi avviene inizialmente a opera del vento (dispersione anemocora) e una volta giunti a terra grazie all'azione di insetti come le formiche (mirmecoria).

## Distribuzione e habitat

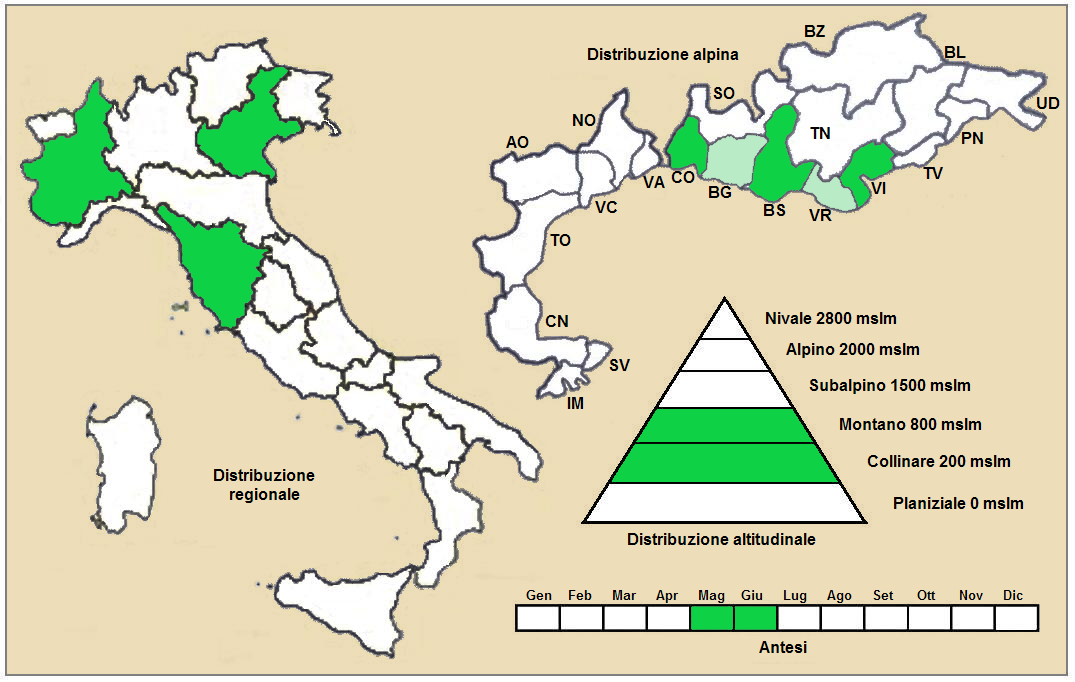
Distribuzione della pianta (Distribuzione regionale – Distribuzione alpina)

- Geoelemento: il tipo corologico (area di origine) è Europeo / Siberiano ma anche Ovest Asiatico.
- Distribuzione: in Italia questa specie è rara e si trova con discontinuità al Nord. Fuori dall'Italia, nelle Alpi, questa specie si trova in Francia (dipartimento delle Alpes-Maritimes). Sugli altri rilievi europei collegati alle Alpi si trova nei Monti Balcani e nei Carpazi.[13] Nel resto dell'Europa e dell'areale del Mediterraneo questa specie si trova nell'Europa Centrale e Orientale (esclusa la parte settentrionale); si trova anche nella Transcaucasia e in Anatolia.[14] Fuori dall'Europa questa specie si trova in Asia temperata (Siberia, Asia centrale sovietica, Caucaso e Asia occidentale).[11]
- Habitat:  l'habitat preferito per queste piante sono i pascoli aridi e sassosi. Il substrato preferito è calcareo ma anche calcareo/siliceo con pH basico, bassi valori nutrizionali del terreno che deve essere secco.[13]
- Distribuzione altitudinale: sui rilievi, in Italia, queste piante si possono trovare da 200 a 1.200 m s.l.m.; nelle Alpi frequentano quindi i seguenti piani vegetazionali: collinare e montano.

### Fitosociologia
Dal punto di vista fitosociologico alpino Stipa tirsa appartiene alla seguente comunità vegetale:
- Formazione: delle comunità a emicriptofite e camefite delle praterie rase magre secche
- Classe: Festuco-Brometea

- Ordine: Festucetalia valesiacae

## Tassonomia
La famiglia delle Poacee comprende circa 800 generi e oltre 9.000 specie. È una delle famiglie più numerose e più importanti del gruppo delle monocotiledoni. La famiglia è suddivisa in 12 sottofamiglie, il genere Stipa fa parte della sottofamiglia Pooideae, tribù Stipeae.

### Filogenesi
Il genere Stipa fa parte della supertribù Stipodae L. Liu, 1980 (tribù Stipeae, Clade I Eurasiatico). La supertribù Stipodae è il quarto nodo della sottofamiglia Pooideae ad essersi evoluto (gli altri tre sono la tribù Brachyelytreae, e le supertribù Nardodae e Melicodae).
Stipa tirsa fa parte del Gruppo di Stipa pennata; un gruppo polimorfo costituito da diverse specie che si distinguono soprattutto per la pelosità delle foglie e dei lemmi. I caratteri principali del gruppo sono: il portamento è densamente cespuglioso con culmi eretti (alla base sono avvolti da fibre biancastre); le foglie sono rigide (hanno uno strato continuo di sclerenchima sulla faccia inferiore) con lamina sottile e conduplicata; la ligula è breve o quasi nulla; le pannocchie hanno delle forme lineari e sono pauciflore; le spighette hanno un solo fiore; le glume sono diseguali con reste; i lemmi hanno delle lunghe reste piumose (20 – 30 cm). Gli habitat tipici per queste specie sono i prati aridi steppici.
Nella flora spontanea italiana, oltre alla S. tirsa, il gruppo è formato dalle seguenti specie:
- Stipa austroitalica Martinovský
- Stipa joannis Celak.
- Stipa pennata L.
- Stipa pulcherrima Koch

Il numero cromosomico di S. tirsa è: 2n = 44.

### Sinonimi
Questa entità ha avuto nel tempo diverse nomenclature. L'elenco seguente indica alcuni tra i sinonimi più frequenti:
- Stipa aperta Janka ex Celak.
- Stipa cerariorum  Pancic
- Stipa cerariorum  Pančić
- Stipa longifolia  Borbás
- Stipa pennata f. glaucescens  Novak
- Stipa pennata var. stenophylla  Lindem.
- Stipa pennata var. tirsa  (Steven) Novák
- Stipa pennata subsp. tirsa  (Steven) Kneuck.
- Stipa pennata var. tirsa  (Steven) Čelak.
- Stipa schmidtii  Woronow ex Grossh.
- Stipa stenophylla  (Lindem.) Czern. ex Trautv.
- Stipa tirsa f. glaucescens  Soó